# Rancho Nuevo, Axtla de Terrazas
Rancho Nuevo är en ort i Mexiko.   Den ligger i kommunen Axtla de Terrazas och delstaten San Luis Potosí, i den centrala delen av landet, 230 km norr om huvudstaden Mexico City. Rancho Nuevo ligger 101 meter över havet och antalet invånare är 841.
Terrängen runt Rancho Nuevo är varierad. Runt Rancho Nuevo är det ganska tätbefolkat, med 100 invånare per kvadratkilometer. Närmaste större samhälle är Villa Terrazas, 6,5 km öster om Rancho Nuevo. I omgivningarna runt Rancho Nuevo växer huvudsakligen savannskog.